# Bacalár
Bacalár románul: Bățălar, falu Romániában, Erdélyben, Hunyad megyében.

## Fekvése
Hátszegtől északra fekvő település.

## Története
'Bacalár nevét 1453-ban említette először oklevél Bachalar néven, mint Déva vár tartozékát.
1458-ban p. Baczalar in d-u Haaczak, 1808-ban Baczallár, Boczallár, 1861-ben Baczalár, Beczelár, 1913-ban Bacalár néven írták.
1503-ban és 1524-ben birtokosai a Brettyei, Ellyőfalvi Erdélyi, Kolonityi, Kolonityi Horvát, Barcsai, Márgai családok voltak a birtokosai.
1888-ban 370 lakosából 341 magyar volt.
A trianoni békeszerződés előtt Hunyad vármegye Hátszegi járásához tartozott.

## Nevezetes személyek
- Itt született 1912-ben  Szakács Ödön bíró, a Legfelsőbb Bíróság elnöke.

## Források

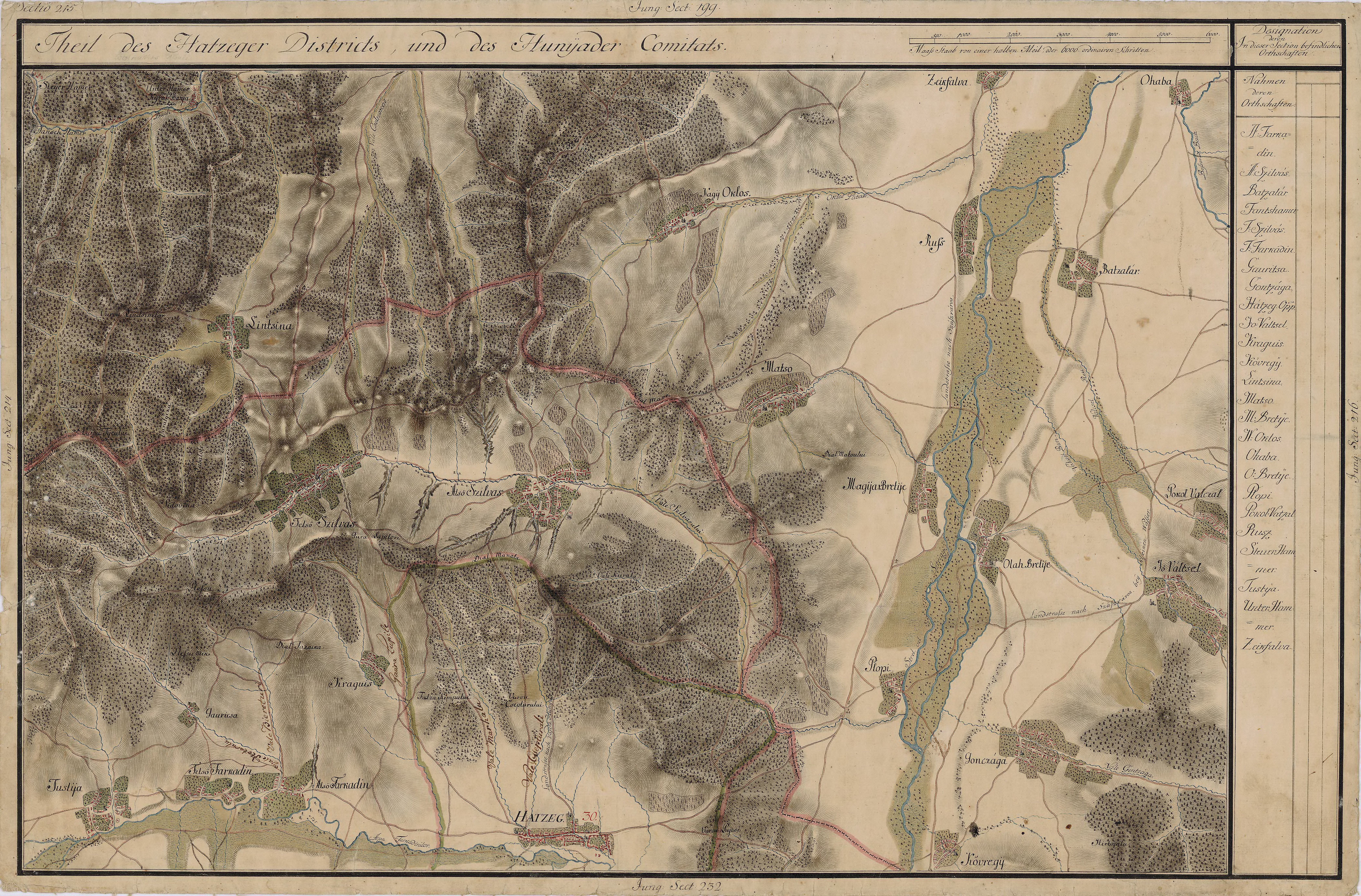
Bacalár egy régi térképen